# Asplenium lancastriensis
Asplenium lancastriensis là một loài dương xỉ trong họ Aspleniaceae. Loài này được Spreng. mô tả khoa học đầu tiên.
Danh pháp khoa học của loài này chưa được làm sáng tỏ. 